# Joseph Walters (homme politique)
Pour les articles homonymes, voir Joseph Walters et Walters.
Joseph Walters est un homme politique canadien de la Colombie-Britannique. Il est député provincial libéral de la circonscription britanno-colombienne de Yale de 1916 à 1920.